# Christoph Leon
Christoph F. Leon (1939 ) es un arqueólogo y comerciante de arte clásico austríaco que trabaja en Suiza. 

## Biografía
Christoph Leon estudió arqueología clásica y recibió su doctorado con una tesis sobre la arquitectura ornamental del Trajansforum. Fue más conocido como un comerciante de arte y un intermediario para la venta de arte de artefactos particularmente sobresalientes. Entre otras cosas, fue responsable conjuntamente de la venta de un grupo de jarrones de Apulia al Antikensammlung Berlin en 1984, que luego resultó ser el hallazgo de un robo. En 1993 fue responsable de la venta de una corona de oro macedonia al Museo J. Paul Getty en Los Ángeles, que las autoridades griegas también consideran un botín. Leon fue acusado del ex curador del museo, Marion True, en Atenas. Pero el origen no está realmente claro, Leon se ve a sí mismo y a su profesión menospreciados y, sobre todo, expuestos a acusaciones injustificadas de robo en Grecia. Por su parte, aboga por un comercio de arte limpio y condena algunos métodos de otros comerciantes de arte que desean lavar supuestas antigüedades a través de exposiciones en colecciones de renombre.  
Su hermana es la arqueóloga Veronika Mitsopoulos-Leon.

## Obras
- La arquitectura ornamental del Foro de Trajano y su posición en la decoración arquitectónica imperial temprana y media de Roma, Böhlau, Viena-Colonia-Graz 1971 (publicaciones del Instituto Cultural de Austria en Roma. Departamento 1: Tratados, Vol. 4) ISBN 3-205-08530-2 (= disertación).
- Atenas y Attica, Hallwag, Bern-Stuttgart 1978 (guía de Hallwag) ISBN 3-444-06012-2 .
- Peloponeso, con fotografías de Hans Weber, Hallwag, Bern-Stuttgart 1981 (guía de Hallwag) ISBN 3-444-10277-1 .